# Dominik Stříteský
Dominik Stříteský (28 dicembre 1999) è un pilota di rally ceco.

## Carriera
Stříteský fa il suo debutto nel Campionato del mondo Rally nel 2021, anno in cui prende parte al Rally di Catalogna ritirandosi anzitempo. Nelle annate immediatamente successive è impegnato nel campione nazionale rally in Repubblica Ceca. Nel 2024 inoltre, vince il Rally Barum Zlín prova valevole per il campionato europeo Rally.

## Vittorie nei rally

### Vittorie nell'ERC
| # | Anno | Evento           | Co-pilota    | Auto                  | Squadra                       |
| - | ---- | ---------------- | ------------ | --------------------- | ----------------------------- |
| 1 | 2024 | Rally Barum Zlín | Jiří Hovorka | Škoda Fabia RS Rally2 | Auto Podbabská Škoda Mol Team |

### Vittorie in altri Rally
| # | Stagione | Campionato      | Evento               | Co-pilota    | Auto                  |
| - | -------- | --------------- | -------------------- | ------------ | --------------------- |
| 1 | 2023     | Campionato ceco | Rally Bohemia        | Jiří Hovorka | Škoda Fabia R5        |
| 2 | 2024     | ERT             | Rallye Český Krumlov | Jiří Hovorka | Škoda Fabia RS Rally2 |
| 3 | 2024     | Campionato ceco | Rally Bohemia        | Jiří Hovorka | Škoda Fabia RS Rally2 |

## Risultati

### Risultati WRC
| 2021 | Scuderia | Vettura                |  |  |  |  |  |  |  |  |  |  |     |  |  |  |  |  | Punti | Pos. |
| ---- | -------- | ---------------------- |  |  |  |  |  |  |  |  |  |  | --- |  |  |  |  |  | ----- | ---- |
| 2021 |          | Škoda Fabia Rally2 evo |  |  |  |  |  |  |  |  |  |  | Rit |  |  |  |  |  | 0     |      |

| Legenda | 1º posto | 2º posto | 3º posto | A punti | Senza punti | Ritirato | Squalificato | NP=Non partito C=Gara cancellata | Apice=Power stage |

### Risultati WRC-3
| 2021 | Scuderia | Vettura                |  |  |  |  |  |  |  |  |  |  |     |  |  |  |  |  | Punti | Pos. |
| ---- | -------- | ---------------------- |  |  |  |  |  |  |  |  |  |  | --- |  |  |  |  |  | ----- | ---- |
| 2021 |          | Škoda Fabia Rally2 evo |  |  |  |  |  |  |  |  |  |  | Rit |  |  |  |  |  | 0     |      |

| Legenda | 1º posto | 2º posto | 3º posto | A punti | Senza punti | Ritirato | Squalificato | NP=Non partito C=Gara cancellata | Apice=Power stage |

### Risultati ERC
| Anno | Scuderia                           | Vettura               | 1       | 2       | 3      | 4       | 5   | 6     | 7     | 8   | Pos. | Punti |
| ---- | ---------------------------------- | --------------------- | ------- | ------- | ------ | ------- | --- | ----- | ----- | --- | ---- | ----- |
| 2021 | ACA Škoda Vančík Motorsporty       | Škoda Fabia R5        | POL     | LIE     | ROM 15 | BAR Rit | AZZ | SER   | UNG   | ISO | 65°  | 1     |
| 2023 | Auto Podbabská Škoda Mol Team      | Škoda Fabia R5        | SER     | ISO     | POL    | LIE     | SCA | ROM   | BAR 6 | UNG | 31°  | 15    |
| 2024 | Auto Podbabská Škoda Mol Team      | Škoda Fabia RS Rally2 | UNG     | ISO     | SCA    | EST     | ROM | BAR 1 | CER   | SIL | 15°  | 30    |
| 2025 | Auto Podbabská Škoda PSG ACCR Team | Škoda Fabia RS Rally2 | SIE Rit | UNG Rit | SCA    | POL     | ROM | BAR   | CER   | CRO |      | 0     |